# Burgruine Altjochenstein
Die Burgruine Altjochenstein ist die Ruine einer Höhenburg auf 490 m ü. NN in Riedl, in der Nähe des Jochensteins über dem Tal der Donau. Sie befindet sich an der deutsch-österreichischen Grenze im Gebiet des niederbayerischen Marktes Untergriesbach im Landkreis Passau. Altjochenstein bildete anfänglich vermutlich mit der benachbarten Burg Neujochenstein einen zusammenhängenden Komplex. Heute ist die Burgruine als denkmalgeschütztes Baudenkmal D-2-75-153-55 „Anlage des 11./12. Jahrhunderts mit Resten des Wohnbaus und Zwingers; auf Bergzunge südlich von Neujochenstein über der Donau“ sowie als Bodendenkmal D-2-7448-0037 „untertägige mittelalterliche Befunde und Funde im Bereich der Burgruine Altjochenstein“ vom Bayerischen Landesamt für Denkmalpflege erfasst.

## Geschichte

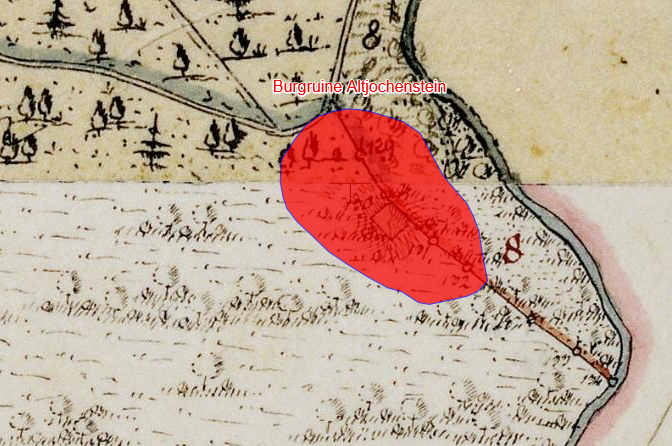
Lageplan von Burgruine Altjochenstein auf dem Urkataster von Bayern

Die Jochensteiner bzw. Johannsteiner waren wohl Dienstleute der Herren von Griesbach, diese wiederum hatten ihren Stammsitz im nahen Untergriesbach. Die Griesbacher waren während des 12. und des 13. Jahrhunderts in der Gegend reich begütert. Die Burg wurde vermutlich während der ersten Hälfte des 12. Jahrhunderts erbaut, der Burgenname erscheint im Jahr 1222 erstmals, der Burgadel wurde erst im Jahr 1264 mit Alkherus de Jokenstein erwähnt. 1269 wurde noch ein Eswain von Jochenstein genannt.
Um die Jahrhundertwende wurde dem Bistum Passau ein Nutzungsrecht der Burg eingeräumt, später wurde sie ganz an das Bistum verkauft. Welche der beiden Burgen damit gemeint war, ist nicht sicher, vermutlich aber handelte es sich um die Burg Neujochenstein. Burg Altjochenstein wurde vermutlich schon während des 13. Jahrhunderts aufgegeben, die Jochensteiner starben wohl im 14. Jahrhundert aus.

## Beschreibung
Die kleine Anlage einer Spornburg liegt auf einem nach Südosten gerichteten Bergsporn der Donauleiten, die nach Süden zur Donau hin etwa 250 Höhenmeter abfallen. An der Ost- sowie an der Nordostseite wird der Sporn von der Schlucht des Neuwiesbaches begrenzt und war so von Natur aus gut geschützt. Die Burgstelle wird an der Nordwestseite durch einen den gesamten Sporn überquerenden Halsgraben vom weiter ansteigenden Hang abgetrennt. Nach einigen Metern folgt ein zweiter Halsgraben, der wohl den Bereich der Kernburg an der Spornspitze von der Vorburg abgrenzte. Den gesamten Bereich der Kernburg nahm ein Wohnturm ein, er hatte die Ausmaße von 13 mal 9 Metern. Die Ruine dieses Turmes ragt noch bis zu acht Meter auf, seine Mauerstärke beträgt zwischen 1,8 und 3 Meter, und besteht aus unbehauenen, mit Mörtel zusammengefügten Bruchsteinen. Darunter liegt noch ein Kellergewölbe.